# Volcano, The Blast Coaster
Volcano, The Blast Coaster sont des montagnes russes lancées inversées du parc Kings Dominion, situé à Doswell, en Virginie, aux États-Unis.

## Statistiques
- Éléments : Roll Out et 3 Heartline Rolls (Zero−G−Heart Roll)
- Trains : 3 trains de 4 wagons. Les passagers sont placés par deux sur deux rangs pour un total de 16 passagers par train.
- Historique : premières montagnes russes lancées inversées au monde.

## Galerie

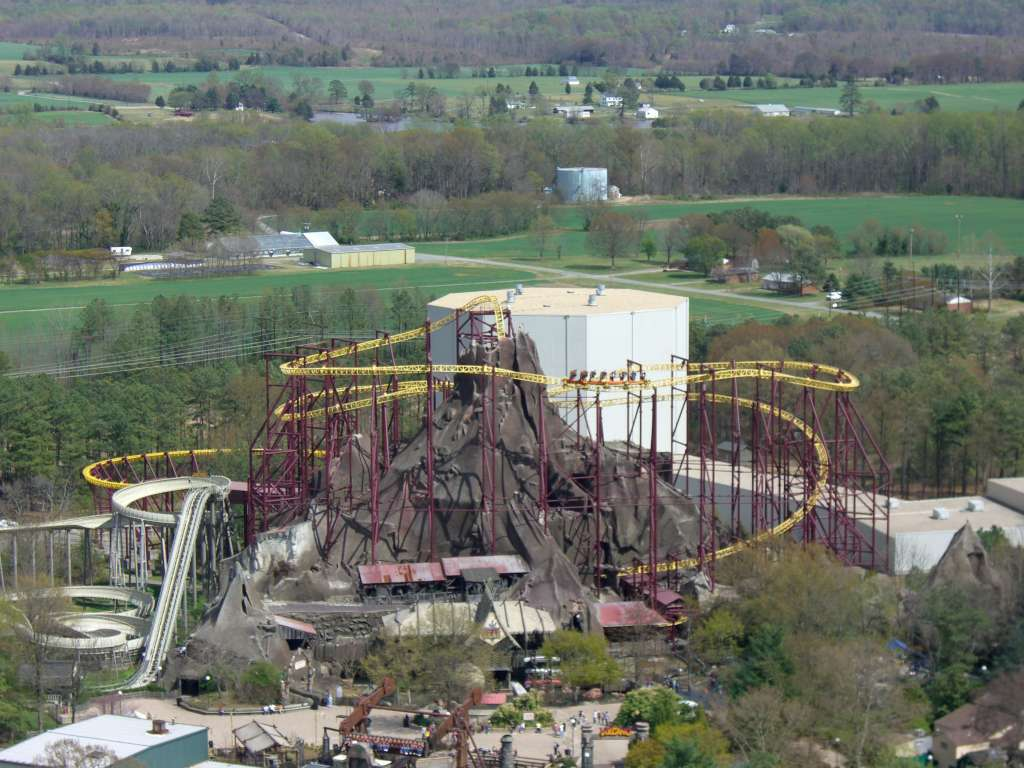
Vue aérienne.
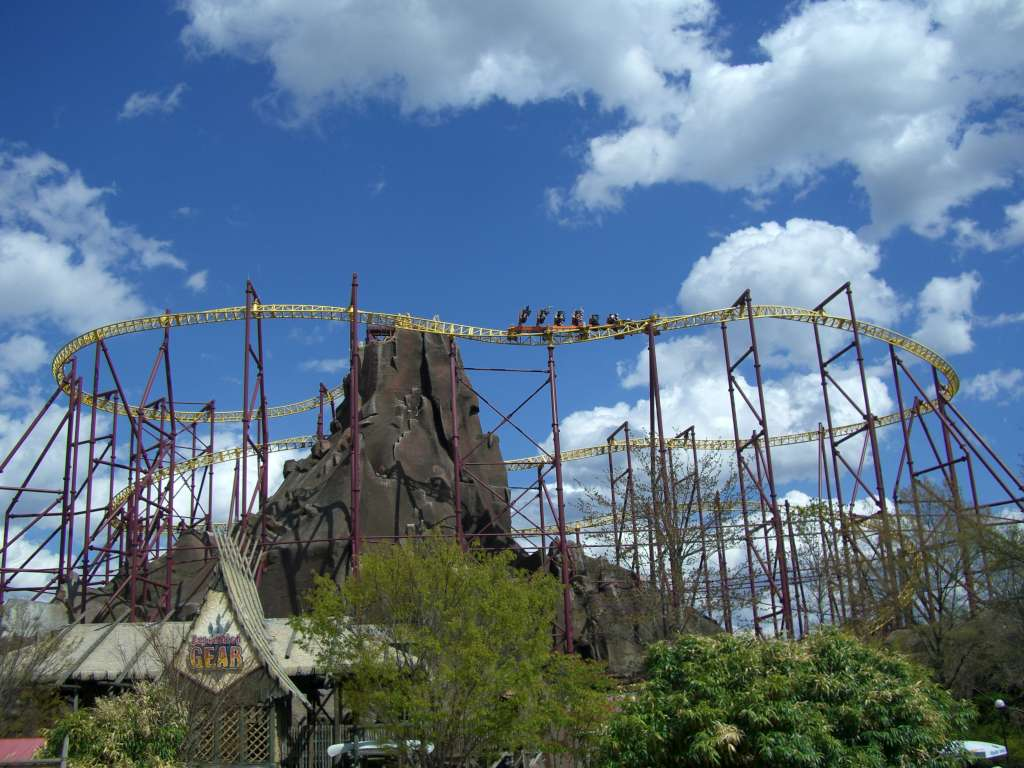
Vue du sol.